# Campaea biseriata
Campaea biseriata är en fjärilsart som beskrevs av Moore 1888. Campaea biseriata ingår i släktet Campaea och familjen mätare. Inga underarter finns listade i Catalogue of Life.